# (2974) Holden
(2974) Holden (1955 QK; 1980 TJ13) ist ein ungefähr sechs Kilometer großer Asteroid des inneren Hauptgürtels, der am 23. August 1955 im Rahmen des Indiana Asteroid Programs am Goethe-Link-Observatorium in Brooklyn, Indiana (IAU-Code 760) entdeckt wurde. Durch das Indiana Asteroid Program wurden insgesamt 119 Asteroiden neu entdeckt. Er gehört zur Vesta-Familie, einer Gruppe von Asteroiden, die nach (4) Vesta benannt ist.

## Benennung
(2974) Holden wurde nach dem US-amerikanischen Astronomen Edward Singleton Holden (1846–1914) benannt, der der erste Direktor des Lick-Observatoriums (IAU-Code 662) war. Er gründete die Astronomical Society of the Pacific, nach der Asteroid (2848) ASP benannt wurde. Die Benennung wurde vom US-amerikanischen Astronomen Frank K. Edmondson im 100. Jahr der Gründung des Lick-Observatoriums und der Astronomical Society of the Pacific vorgeschlagen. Nach Holden wurden ebenfalls der Mondkrater Holden und der Marskrater Holden benannt.